# Noah Frommelt
Noah Frommelt (Vaduz, 18 de diciembre de 2000) es un futbolista liechtensteiniano que juega en la demarcación de centrocampista para el F. C. Kosova Zürich de la 1. Liga.

## Selección nacional
Tras jugar en la Selección de fútbol sub-17 de Liechtenstein, la selección sub-19 y en la selección sub-21, finalmente el 18 de noviembre de 2019 hizo su debut con la selección absoluta en un encuentro de clasificación para la Eurocopa 2020 contra Bosnia y Herzegovina que finalizó con un resultado de 0-3 a favor del combinado bosnio tras los goles de Eldar Čivić y un doblete de Armin Hodžić.

## Clubes
| Club                | País          | Año       | Partidos | Goles |
| ------------------- | ------------- | --------- | -------- | ----- |
| F. C. Balzers       | Liechtenstein | 2018-2020 | 27       | 5     |
| USV Eschen/Mauren   | Liechtenstein | 2020-2022 | 21       | 0     |
| F. C. Kosova Zürich | Suiza         | 2022-     | 28       | 2     |